# Oralité
 (février 2011).
Si vous disposez d'ouvrages ou d'articles de référence ou si vous connaissez des sites web de qualité traitant du thème abordé ici, merci de compléter l'article en donnant les références utiles à sa vérifiabilité et en les liant à la section « Notes et références ».
L'oralité est, au sens large, un « process de communication où un message est transmis de vive voix par un locuteur à un auditoire ». D'une civilisation à une autre, d'une culture à une autre, cette façon de communiquer peut être adoptée à plus ou moins grande échelle. On peut ainsi parler de l'oralité d'une tradition, transmise de bouche à oreille pour alimenter une mémoire ancestrale et non écrite. La notion d'oralité a également été utilisée dans plusieurs champs des sciences humaines.

## Sons de la bouche
Paul Zumthor, philologue spécialiste de la littérature médiévale, propose de voir l'oralité comme une communication sonore faite par la voie buccale, sans autres précisions. Pour l'étudier il faut nécessairement transformer ce nom en adjectif : langue orale, tradition orale ou littérature orale. De plus, il nous est impossible, de par notre histoire, de considérer l'oralité sans la comparer, au moins de façon implicite, avec les faits de la langue écrite, c'est-à-dire la littérature proprement dite.
Cette communication orale réalise, dans un groupe humain, une extériorisation. Elle assure la continuité et la culture de ce groupe humain, c'est pourquoi il existe un lien très fort entre oralité et tradition. Il arrive que cette forme corresponde avec les niveaux les plus profonds de l'imagination collective, devenant alors de la poésie orale. Il se distingue ainsi deux formes d'oralité : le parlé, qui transmettra l'ordinaire d'un locuteur ou d'une auditrice, et l'oral, communication formalisée, qui transmettra, pour une locutrice, une reconnaissance, et enrichira un édifice de croyances, d'habitudes mentales, qui constitueront la mythologie du groupe social porteur de cette communication. Le discours oral est le contraire d'un discours scientifique, car sa force persuasive vient plus du témoignage que de l'argumentation. Il est chargé de connotations, il est lié aux jeux du langage, et tend à renforcer le lien collectif, parce que ce lien est fondamentalement de nature linguistique.
Paul Zumthor défend l'idée que, bien qu'il nous soit difficile de faire abstraction de l'écriture, l'oralité ne peut se définir par rapport à elle, et réciproquement. S'appuyant sur les thèses de Marshall McLuhan, théoricien de la communication, il affirme qu'un message ne se réduit pas à son contenu, mais qu'il se compose également de son moyen de communication. Dans le cas de l'oral, une personne a tendance à s'accorder aux cycles naturels et aux normes collectives ; dans le cas de l'écrit, la pensée se disjoint de l'action, le langage perd sa force créatrice, le temps se conçoit comme linéaire. Toutefois, ces oppositions restent théoriques : en pratique, ces deux approches coexistent. Les tendances propres à l'une et à l'autre ne sont que des axes d'étude. De plus, elles négligent un point capital : les qualités et valeurs de la voix humaine en tant que telle. La voix est une réalité matérielle, aussi bien en termes quantitatifs (hauteur, timbre), que qualitatifs (registre). Mais ce matériel est ce qu'il y a de plus subtil dans le concret du corps humain, traduisant les nuances affectives les plus fines, en lien direct avec la volonté d'exister et d'être. Alfred Tomatis, un oto-rhino-laryngologiste, fait remarquer qu'il n'existe aucun organe dédié à la voix, mais que sa production engage toute une collection d'organes : la bouche fait plutôt partie de l'organe digestif, tandis que les poumons font partie de l'organe respiratoire. L'information que porte la voix vient d'une adaptation profonde de tout l'organisme. 

### Modes de langage en sociétés primitives
Historiquement, avec l’agriculture et l’élevage, des villages ont fait leur apparition en établissant des réseaux de communication plus ou moins complexes. Ce premier espace de communication se fait ressentir autour de sociétés nommées primitives, ou de l’oralité. Cette communication se caractérise par trois traits principaux : un langage naturel, magique et global.

#### Un langage naturel
La liaison qui unit le langage et la nature est très visible, notamment dans le langage verbal. Les comparaisons sont nombreuses ainsi que les formes imagées se référant aux animaux et aux plantes. Dans ces manifestations communicationnelles, les gestes, surtout les danses, illustrent très bien le caractère naturel du langage par l’imitation du comportement de l’animal. Il ne faut pas oublier qu’ici, l’animal n’est pas un modèle inférieur à l’homme mais une créature douée.
Vêtements, peintures corporelles et usages de peaux, de dents, de plumes, sont également des actes de communication captant ou s’intégrant dans les forces de la nature. L'ensemble de ces symboles naturels représente le langage principal de ces tribus africaines. Comme dernière référence à la nature, les traces graphiques et les objets sont aussi un système de communication. Les figurines et les sculptures, selon leurs formes, sont porteuses de signes de la vie et l’on remarque combien les organes génitaux y occupent une part lourde de signification.

#### Un langage magique
La magie est une croyance qui se repose sur trois dogmes : les réalités physiques et psychiques sont liées, cette totalité possède une âme, détient une force et celle-ci peut être manipulée par l’Homme. 
Par exemple, dans certaines tribus indigènes ou chez nos aïeuls, il était interdit de parler ouvertement de l’état de grossesse. Il fallait employer des périphrases imagées pour exprimer cela. On peut donc parler ici de pouvoir des mots en tant que croyance selon laquelle la pensée est influencée par l’impact physique des mots. La prononciation, les gestes, les mimiques jouent également un rôle essentiel dans l’oralité. Il est question ici non pas des signes de la magie mais de la magie des signes. L’exemple du masque permet également de mettre en évidence cet aspect magique du langage. En effet, dans les tribus, celui qui enfile un masque perd toute identité et permet à l’ancêtre de se manifester à visage découvert. On trouve alors naturellement le masque dans les cérémonies qui marquent les grands rites de passage dans la vie de la tribu. Les tatouages et scarifications (comme les bijoux placés sous la peau, les balafres, etc.) permettent également, grâce aux incisions et peintures corporelles, de signaler l’appartenance tribale ou sous-tribale.

#### Un langage global
Dans ce mode de langage, ce ne sont pas les mots, mais les phrases dans leur totalité qui sont importantes. C’est pourquoi on utilise énormément de proverbes et de dictons dans ces types de communication.
Le langage de l’oralité est aussi multi-sensoriel. L’ouïe est privilégiée surtout dans les populations qui vivent dans un monde de sonorités ainsi que le sens visuel pour ce qui est des habits, parures, masques, etc. Le discours parlé s’accompagne de gestes des mains. Tous les sens réunis font appel à la communication orale. C’est le corps tout entier qui parle.
Dans l’oralité, tout est parole : le corps physique dans ses sens, le corps social dans ses rites, le corps terrestre minéral, végétal, animal, etc. Ils font l’objet des récits mythiques et historiques, des légendes, contes et fables.

## Typologie du patrimoine oral

### Récit

#### Vers
Les récits en vers les plus populaires sont généralement la ballade et l'épopée.

#### Prose
Parmi les récits fictifs en prose figurent le conte populaire, la randonnée, le conte d'animaux, le conte facétieux, le conte réaliste et le conte merveilleux. Les récits non fictifs sont plutôt caractérisés par la biographie, l'anecdote, la légende et le mythe.

### Non-Récits
Les jeux, les devinettes, les comptines, les formules, les exorcismes, les proverbes et les chants sont pour leur part des non-récits.

## L'oralité dramaturgique
Dans les études théâtrales, la notion d’oralité est entre autres définie comme la capacité des dramaturgies à « inscrire dans le texte même une partie des contraintes de leur énonciation (qu’il s’agisse de l’oralisation des acteurs ou de la diction intérieure du lecteur), sur le plan non seulement sonore mais également visuel ». En ce sens, l’oralité d’un texte relève donc d’un ensemble de procédés (rythmiques, prosodiques, etc.) qui orientent une appréhension (auditive, respiratoire, temporelle, etc.) spécifique du lecteur.

## Pour approfondir